# Raossi
Raossi è frazione e sede comunale del comune sparso di Vallarsa in provincia autonoma di Trento.

## Geografia fisica
Raossi è situata a 724 m s.l.m. sulla sponda destra della Vallarsa, sotto il Pasubio e vicino al Gruppo del Carega delle Piccole Dolomiti, nelle Prealpi Venete. La frazione dista circa 42 km da Trento.
L'abitato domina dall'alto il lago artificiale della Busa dove arrivano le acque dalla diga degli Speccheri.

## Descrizione
La piccola frazione è anche sede comunale, e ospita fra l'altro la pro loco. Ha avuto, con la sua chiesa, la dignità di sede parrocchiale nel 1958. Vi si trova una casa di riposo, che svolge anche alcune funzioni legate alla sanità pubblica.

## Monumenti e luoghi d'interesse

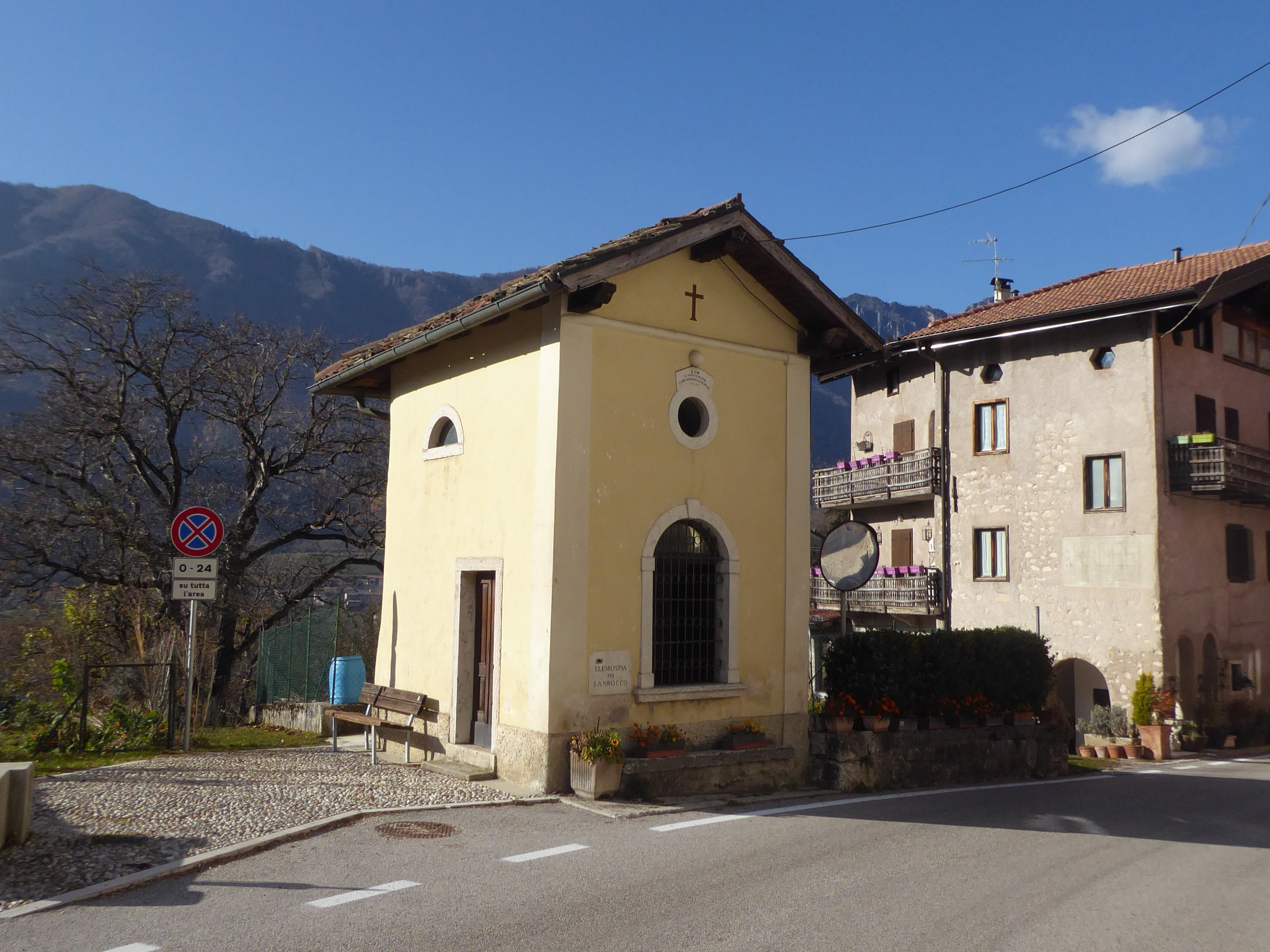
Cappella di San Rocco.

### Architetture religiose
- Chiesa dei Santi Pietro e Paolo, parrocchiale.[6][7]
- Cappella di San Rocco

### Architetture civili
- Biblioteca comunale.[8]
- Teatro Sant'Anna di Vallarsa, nella vicina frazione omonima.[9]